# Cantone di Argueil
Il Cantone di Argueil era una divisione amministrativa dell'arrondissement di Dieppe.
È stato soppresso a seguito della riforma complessiva dei cantoni del 2014, che è entrata in vigore con le elezioni dipartimentali del 2015.
Comprendeva i comuni di
- Argueil
- Beauvoir-en-Lyons
- La Chapelle-Saint-Ouen
- Croisy-sur-Andelle
- Fry
- La Feuillie
- La Hallotière
- La Haye
- Hodeng-Hodenger
- Mésangueville
- Le Mesnil-Lieubray
- Morville-sur-Andelle
- Nolléval
- Saint-Lucien
- Sigy-en-Bray